# Coquillettidia aurites
Coquillettidia aurites är en tvåvingeart som först beskrevs av Theobald 1901.  Coquillettidia aurites ingår i släktet Coquillettidia och familjen stickmyggor. Inga underarter finns listade i Catalogue of Life.